# 台北機器局
台北機器局於1885年建立於台北城北門外，為清代首任台灣巡撫劉銘傳（1836年9月7日－1896年1月12日）加強防務實施新政而設立的現代化軍需工廠，成立之初以製造槍砲彈藥與維修軍械機器為主。1892年繼任巡撫邵友濂（1840年－1901年）增置鑄幣機器，並兼管鐵路維修及伐木局，進一步成為多功能的工廠，是清代台灣現代化與工業化的重要機構之一。其殘存於台北市塔城街的遺構是臺灣唯一的清末機器局遺址。

## 緣起及建立
清朝政府於自強運動之後，開始在中國境內建立並推動一系列軍事工廠及工程。1883-1885年中法戰爭後，清廷意識到台灣在國防與軍事防禦方面的重要性，認為在台灣也需建立並發展相關的軍事及防衛工程。為加強自我防衛，當時任台灣首任巡撫的劉銘傳決定以當時上海的江南機器製造局為範本，於1885（光緒十一）年在當時台北城北門外建立一個現代化的軍需工廠，以因應清朝政府「以夷制夷」的政策與洋務運動，展現自我防衛的決心與促進推動台灣現代化。「台北機器局」即是當時建立的機構與設施，是大清帝國設置的第一個不位在中國內地的機器局，也是清代台灣唯一的現代化軍事工程相關設施。

## 地理位置
1875年〈李鴻章奏為代前江西巡撫丁日昌呈續議總理衙門原奏海防應辦事宜〉中提及機器局選址的要點，「機器局之設必須在煤木箘集五金易采之處，尤為便易」、「氣易通而料易集」，當時的臺北近煤木聚集的基隆，此處西有河運之便的河溝頭碼頭，東南即為交通要道北門，可與城內的行政中心互通生息，同時當時為一片田野，土地取得及建設較為容易、腹地寬廣，故以此設立臺灣唯一的機器局似乎是明智之舉:2-15。
台北機器局位於大清帝國台灣省台北城的大稻埕與艋舺之間，經過數個政權更迭及城鎮街道的重新規劃，其位置約在今日台北市大同區的塔城街、忠孝西路、鄭州路、西寧北路圍成的街區內:35。

## 空間配置與建築風格
參考「台北北門外鐵道部官舍區文化資產清查計畫」，清末機器局的規模分為五區，分別為:行政管理區、服務區、宿舍區、北廠區、南廠區。
在1885年由劉銘傳建立的機器局建築主要的行政中心為一座含有中國江南式燕尾屋頂及五嶽山牆特色的一層樓四進建築，故被暱稱為「四進衙門」:31，而技術中心工廠則是大跨距的洋式技術所構成，因此台北機器局可以說是華洋混和的建築風格:31。日人接收台灣後，旋即將台北機械局改制為台北兵器修理所，修復毀壞的部分後仍沿用原始廠房的範圍及功能性:32。

## 主要工作內容與任務
清朝台北機器局也稱軍裝機器局，1886（光緒十二）年2月建成正、側屋舍與小機器廠共117間，內有製造砲彈的機器廠、氣爐房、打鐵房等。機器局主要製作子彈及修理槍砲，並沒有製造槍械的能力。該局初以記名提督劉朝幹為總辦，另一說為東河補用知府丁達意（培軒），德國人畢第蘭（德語：Arthur von Butler）為監督。在邵友濂擴廠之前，槍子的產量只夠平日操練之用。1892（光緒十八）年機器局又置鑄錢機器，開始鑄造五錢、十錢及二十錢的錢幣，同時還兼管鐵路的維修、火車廠整備及修理車輛之業務、伐木局及修理船舶。1894（光緒二十）年10月，為加造火藥子彈，機器局擬增建廠屋，添購機器設備。台北機器局已由最初的軍需工廠轉變為多功能的近代工廠，顯示當時台灣對近代事業需求甚殷。1895（光緒二十一年／明治二十八年）甲午戰爭後，由日本陸軍接收台北機器局，改稱為臨時台北兵器修理所，專職修理軍用鐵道運輸車輛。

## 日治時代後續沿革
1895年日軍接收台灣後，連帶地接收了清代設置的台北機器局，並沿用原有建物改設為「台北兵器修理所」，擔負臺灣全島陸海軍兵器修理以及砲彈、小銃丸等的製造。1899年「台北兵器修理所」改制為「台北砲兵工廠」，隸屬於日本陸軍軍部，但隨即在次年（1900年）交接給鐵道部使用，改為「台北工場」。
因鐵道部須負責鐵道及火車的修繕與維護，原有建物及設施不敷使用，故開始進行台北工場的增建與轉移作業。1918年新廳舍落成，舊有建物隨即被拆除，故原本清代建置的「台北機器局」（即「四進衙門」部份）的建築體推測可能於1918~1925年間被拆除。

## 目前遺構
2009年2月5日「清代機器局遺構」公告指定為台北市直轄市定古蹟(衙署類)，包含機械局東側石砌牆、長條石板與鵝卵石鋪設的石板路，以及四進衙門牆基的遺構，位置在大同區塔城街東西兩側。